# Chappal Waddi
Chappal Waddi eller Gangirwal är ett berg på gränsen mellan Nigeria och Kamerun, som med 2 419 meter över havet är Nigerias högsta punkt. Berget har beskrivits som Västafrikas högsta punkt. På den nigerianska sidan ligger berget i Nigerias största nationalpark Gashaka Gumti i delstaten Taraba. Berget ligger på Mambillaplatån.
Namnet Chappal Waddi betyder ungefär "Dödens berg" på fulfulde. Anledningen är en mycket djup ravin som finns på bergets södra sida, på den nigerianska sidan av gränsen.